# 亞里納科查湖

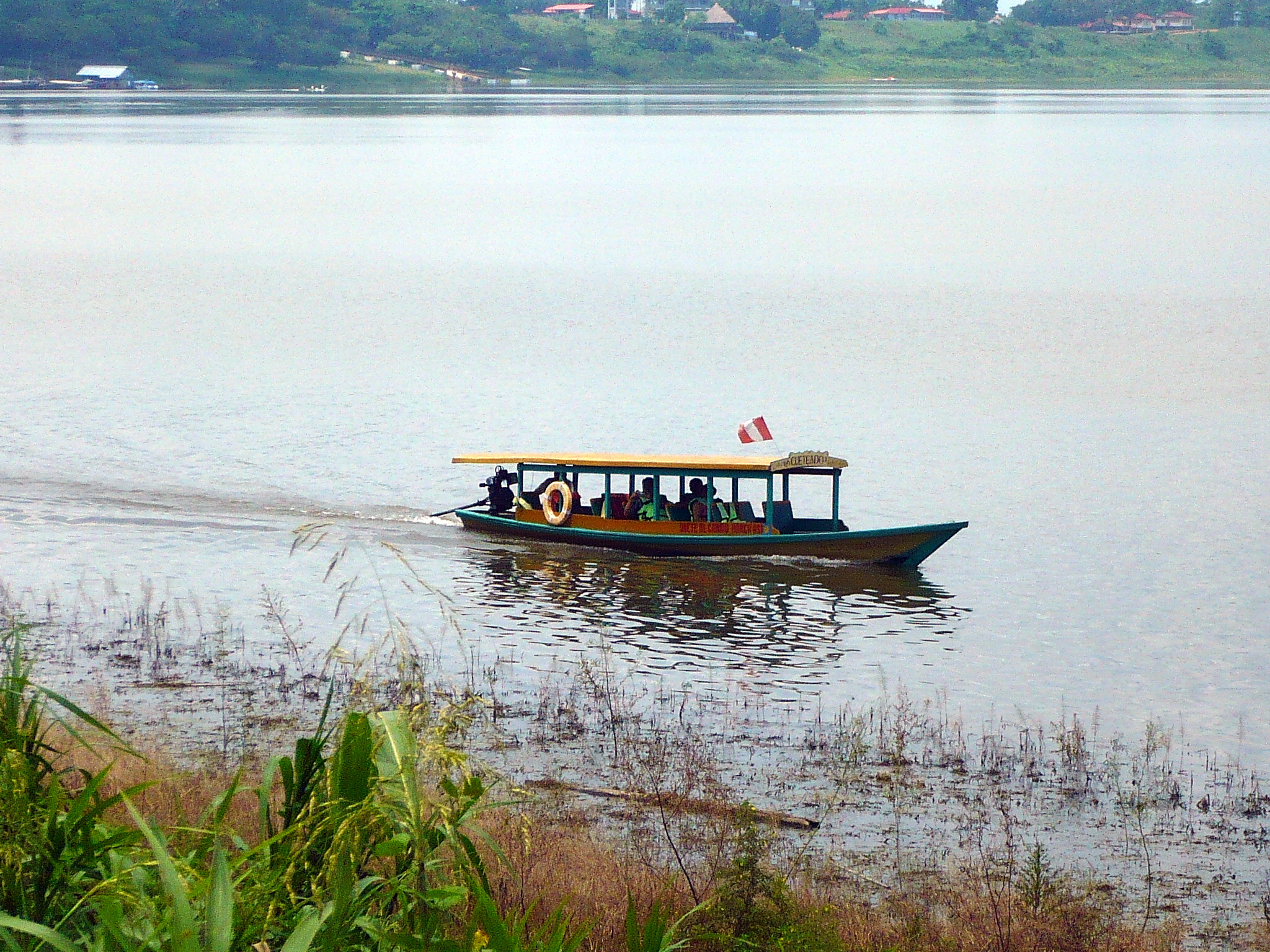

13°51′24″S 71°01′30″W / 13.85667°S 71.02500°W
亞里納科查湖（西班牙語：Laguna Yarinacocha），是秘魯的湖泊，位於該國東部烏卡亞利大區，由波蒂略上校省的亞里納科查區負責管轄，長15.4公里、寬0.8公里，海拔高度149米。